# José Celestino Mutis
José Celestino Bruno Mutis y Bosio (Cádiz, 6 de abril de 1732 - Santafe de Bogotá, 11 de septiembre de 1808) fue un médico, botánico, geógrafo, matemático y sacerdote católico español.
Mutis desempeñó buena parte de su labor investigadora en Santafé de Bogotá, en cuya Universidad del Rosario, fue docente y reposan actualmente sus restos. Es uno de los principales autores de la Escuela Universalista Española del siglo XVIII.

## Biografía

### Etapa en la Península
Estudió medicina y cirugía en el Real Colegio de Cirugía de Cádiz y concluyó su carrera en la Universidad de Sevilla. Después de finalizar sus estudios trabajó durante cuatro años en el Hospital de Cádiz. Sus primeras etapas profesionales se desarrollaron bajo la tutoría de algunos de los más eminentes científicos del momento. Pasó a trabajar como suplente de la cátedra de Anatomía del Hospital General de Madrid y perfeccionó sus conocimientos botánicos en el Jardín del Soto de Migas Calientes.

### Etapa americana y Real Expedición Botánica del Nuevo Reino de Granada

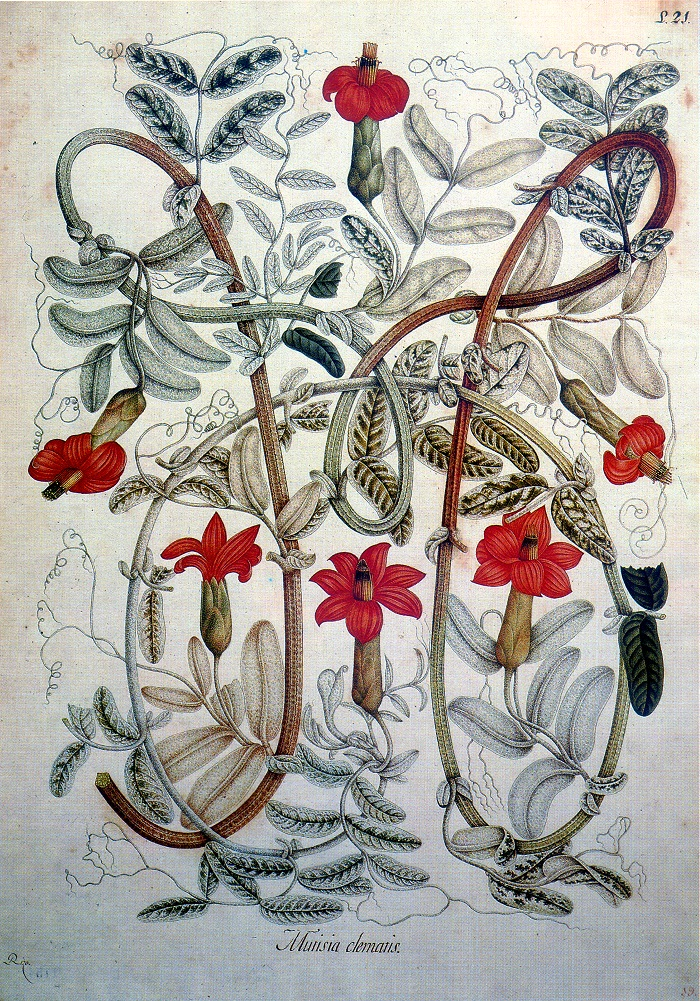
Mutisia clematis. Pintada por Salvador Rizo durante la Real Expedición Botánica del Nuevo Reino de Granada, de José Celestino Mutis, 1783-1808. Acuarela sobre papel.

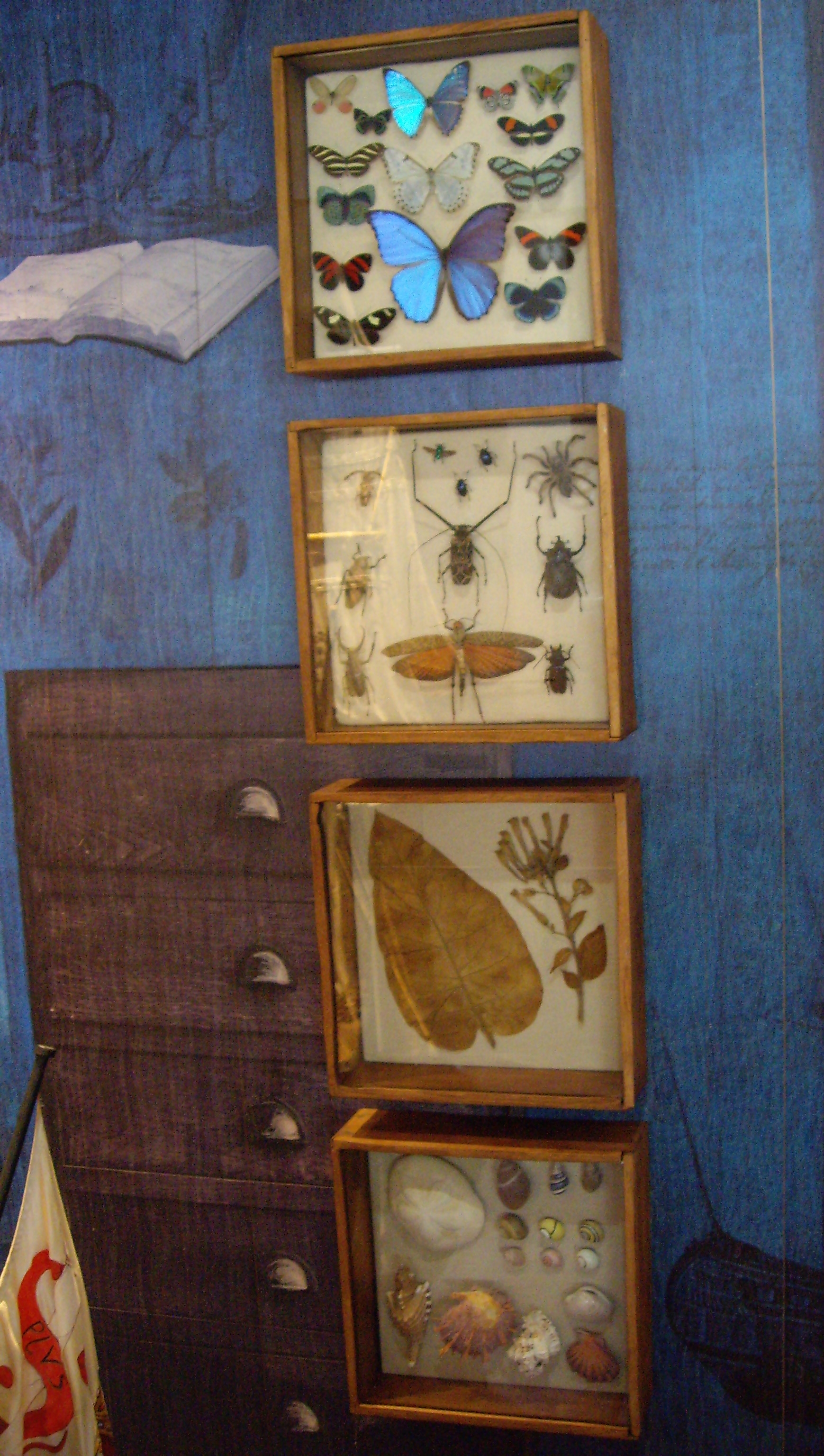
Muestras de fauna y flora de la América española en el Pabellón de la navegación de Sevilla.

En 1760 José Celestino Mutis viajó a la Nueva Granada como médico del virrey Pedro Mesía de la Cerda; al concluir el mandato de su superior, optó por quedarse en el virreinato como promotor científico: La flora, la fauna y la gea del trópico americano le habían cautivado. Mutis propuso en dos ocasiones (1763 y 1764) a la Corona de España una expedición botánica por el Nuevo Reino de Granada. Las propuestas no encontraron respuesta, de modo que se dedicó al sacerdocio, a la minería y a la atención de su cátedra en el Colegio del Rosario. Concretamente, tras vivir en distintas poblaciones, se estableció en Santafé. Posteriormente se dedicó a la minería en Vetas, Santander, provincia de Pamplona.
Años más tarde, tras haberse retirado a vivir a Mariquita, animado por el Virrey-Arzobispo Antonio Caballero y Góngora realizó una tercera propuesta que le fue aceptada por el ilustrado rey Carlos III, que había estudiado botánica además de otras ciencias, técnicas y artes.
La Real Expedición Botánica del Nuevo Reino de Granada se inició en 1783 bajo su dirección y se prolongó durante unos 30 años. Se centró en Santafé y sus alrededores, la laguna de Pedro Palo, La Mesa, Guaduas, Honda y los alrededores de Mariquita. En la expedición participaron varios comisionados que extendieron su cobertura geográfica.
Destaca entre ellos Francisco José de Caldas, que recorrió las actuales tierras de Ecuador durante cuatro años, regresando a Santafé en 1808 llevando un extensísimo herbario. Otro de los comisionados fue fray Diego García, que recorrió el Alto Valle del Magdalena, entre La Palma y Timaná, llegando a la zona de los Andaquíes. Su colección incluyó también un amplio muestrario de fauna y geología. A su vez, Juan Eloy Valenzuela y Mantilla, que había sido subdirector de la Expedición durante su primer año, fue comisionado a Santander. Tuvo que retirarse a Bucaramanga por problemas de salud, donde continuó recolectando.
Esta expedición resultó ser la más costosa para la Corona de España, y sin embargo fue la que menos publicaciones científicas produjo. No obstante, fue decisiva para el desarrollo de la cultura y la investigación en Colombia. En ella se creó una escuela de dibujo y se contrataron numerosos oficiales de pluma y herbolarios. Las láminas realizadas en la expedición resultaron ser de excepcional calidad. Entre los dibujantes destacan Salvador Rizo y Francisco Javier Matís, que fue calificado por Humboldt como el mejor ilustrador botánico del mundo. Años más tarde, el médico y botánico bogotano José Jerónimo Triana contribuyó decisivamente a la determinación de las especies.
Al contrario de lo que sucedió con las láminas, parte del extenso e importante Herbario, trasladado al fin de la Expedición al Real Jardín Botánico de Madrid, ha permanecido prácticamente inédito hasta fechas relativamente recientes. La biblioteca de la cual se sirvió Mutis para realizar la Expedición Botánica, se conserva en la Biblioteca Nacional de Colombia. Un ejemplo de esto es la obra Recueil des plantes des Indes, de la entomóloga Maria Sibylla Merian. En la revista Senderos de esta entidad se publicó el catálogo de este valioso fondo.

#### Aportes

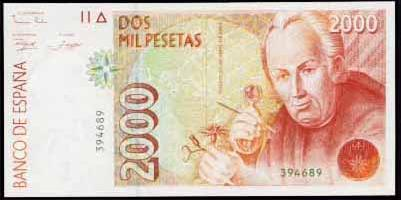
En los últimos billetes españoles de 2000 pesetas (en circulación entre 1993 y 2002) aparecía la efigie de Mutis.

Fue el fundador del estudio de la medicina científica, de la botánica y de la astronomía en Colombia.
En 1801, Mutis propone a las autoridades la creación de un laboratorio químico con su respectiva cátedra y en 1804 propone un definitivo Plan de estudios de Medicina, dándole importancia a la enseñanza práctica en el hospital después de la formación en las ciencias básicas y las ciencias médicas

#### Sus aportes a la salud en la Nueva Granada
Durante la gran epidemia de viruela de 1782, Mutis, a pesar de las reticencias de los gobernantes, puso en marcha numerosas medidas de salubridad en Santa Fe de Bogotá, junto con una campaña de vacunación. A instancias de un anciano sacerdote de Sopó investigó el uso de cepas debilitadas de la enfermedad inoculadas en personas sanas y, dada la incredulidad de la gente, hizo el experimento en sí mismo, introduciendo, a través de un pequeño corte, una muestra purulenta de un enfermo. Inoculó también de esta forma a algunos de sus alumnos y a 36 niños enfermos del orfanato San Juan de Dios. Al cabo de unos días ni él ni sus discípulos habían enfermado y en los niños empezaba a apreciarse la mejoría. Esta prueba convenció a unas mil personas, que accedieron a probar el método y sobrevivieron por ello.
El éxito de la campaña convenció también al virrey Caballero y Góngora, quien estableció decretos para sistematizar las vacunaciones en situaciones de epidemia. 

### La recopilación de vocabularios, hoy en la Real Biblioteca

Billete de 200 Pesos oro Colombiano (en circulación hasta 1993) aparecía la efigie de Mutis.

Gracias a la emperatriz Catalina la Grande de Rusia se llevó a cabo la recopilación de vocabularios y gramáticas indígenas que realizó Mutis. La zarina quería un gran diccionario de todas las lenguas conocidas, que llegó a hacerse, y se dirigió a Carlos III para que le facilitara gramáticas y vocabularios de las lenguas americanas. Accedió el soberano y se expidieron Reales órdenes a los virreyes y gobernadores de Indias para que remitieran a la corte las que pudieran allegarse.
En Nueva Granada, concretamente en Bogotá, se le confió la misión al Padre Mutis, auxiliado por sus fieles Diego de Ugalde, canónigo, y Anselmo Álvarez, presbítero. El cosmógrafo de Indias Juan Bautista Muñoz dejó una relación de los papeles de idiomas de indios que reunieron (RAH, ms. 9/4855, ff. 77-79v). Gracias a ellos se recopilaron las gramáticas chibcha, mosca y saliba y el diccionario de lengua achagua. Tras esta labor, Carlos III, consciente de su valor, no los remitió a Rusia y ordenó su ingreso en su Librería de Cámara mediante Real Orden de 13 de noviembre de 1787.
En 1928 se publicó su catálogo bajo el título de Lenguas de América, ya que en la colección se encuentran más de los mencionados, escritos por otras personas y que Mutis reunió, considerando que un vocabulario debía constar de por lo menos cien palabras.
Son diecinueve los volúmenes con vocabularios y gramáticas, escuetos de extensión y en tamaño octavo y doceavo principalmente, que entraron en la Real Biblioteca en febrero de 1789. Van del manuscrito II/2910 al II/2929 y algunos son copia, de hecho, el primer volumen lo es y se fecha la copia tras la Real Orden indicada, es el Arte y vocabulario de la lengua achagua, que es de los jesuitas Alonso de Neira y Juan Ribero, siendo trasuntado en 1762. En realidad se formó bastante antes pues Neira murió en 1703 y Ribero en 1736. El segundo y tercer volumen forma el Vocabulario andaqui-español, el cuarto es un Vocavolario para la lengua arauca, datado en 1765, el quinto es un Vocabulario de español a caribe, fechado en 1774 y del franciscano Martín de Taradell, el sexto y séptimo es otro vocabulario en lengua ceona, que se copió como consta en julio de 1788, el octavo y noveno se forman con voces del idioma guama, copiados en Bogotá en diciembre de 1788, el noveno volumen es un Cathesismo en guaraní y castellano, y que se fecha en Corrientes en octubre de 1789; el décimo es un vocabulario en guarauno e incluye un arte de confesar guaraunos, el undécimo es un Breve compendio de lengua pariagoto, el duodécimo es una gramática, confesionario y vocabulario en lengua mosca, los dos siguientes son otro vocabulario en mosca, de 1612 pero en copia del XVIII, el II/2925 y 2926 son voces castellanas en lengua motilona, hecho por el capuchino Francisco Javier de Alfaro, siendo copiados asimismo en julio de 1788. El siguiente es una copia sacada en diciembre de ese año por fray Jerónimo José de Lucena de tres vocabularios en lengua otomaca, taparita y yarura. Los dos últimos de la colección, por fin, los manuscritos II/2928-29 son un catecismo de la lengua de la provincia de Páez, en el idioma de la nación murciélaga o huaque, sacados en julio de 1788. Algunos son originales pero la mayoría son copia de otros originales, muchos de los cuales se han perdido o no existen otros testimonios escritos, por lo que adquieren la relevancia de originales. Son, en conjunto, un verdadero tesoro dentro de los fondos americanistas de la Real Biblioteca y un ejemplo del interés hispano por preservar para el futuro uno de los elementos capitales de las culturas indígenas, su lengua.

## Otros aspectos de su obra
- Estudió la flora de su entorno e hizo una maravillosa colección de dibujos de la flora colombiana. Entre sus discípulos más notables se encuentran su propio sobrino, Sinforoso Mutis Consuegra, el científico naturalista Francisco José Caldas y el botánico Francisco Antonio Zea, quien llegó a ser director del Real Jardín Botánico de Madrid.
- Hizo contribuciones a otras ciencias, incluyendo también importantes aportaciones a procesos industriales, como la minería de la plata y la destilación del ron.
- El arcano de la quina: Discurso que contiene parte médica de las cuatro especies de quinas oficiales, sus virtudes eminentes y su legítima preparación. Obra póstuma. Ibarra, impresor de Cámara de S.M., Madrid. 1828[10]
- Flora de la Real Expedición Botánica del Nuevo Reino de Granada: 1783-1816: publicada bajo los auspicios de los Gobiernos de España y de Colombia y merced a la colaboración del Instituto de Cooperación Iberoamericana, Instituto Colombiano de Cultura Hispánica, Real Jardín Botánico de Madrid, CSIC, e Instituto de Ciencias Naturales-Museo de Historia Natural de la Universidad Nacional de Colombia con la colaboración del Ministerio de Agricultura, Pesca y Alimentación; promovida y dirigida por José Celestino Mutis. 49 vol.[11]

## Honores

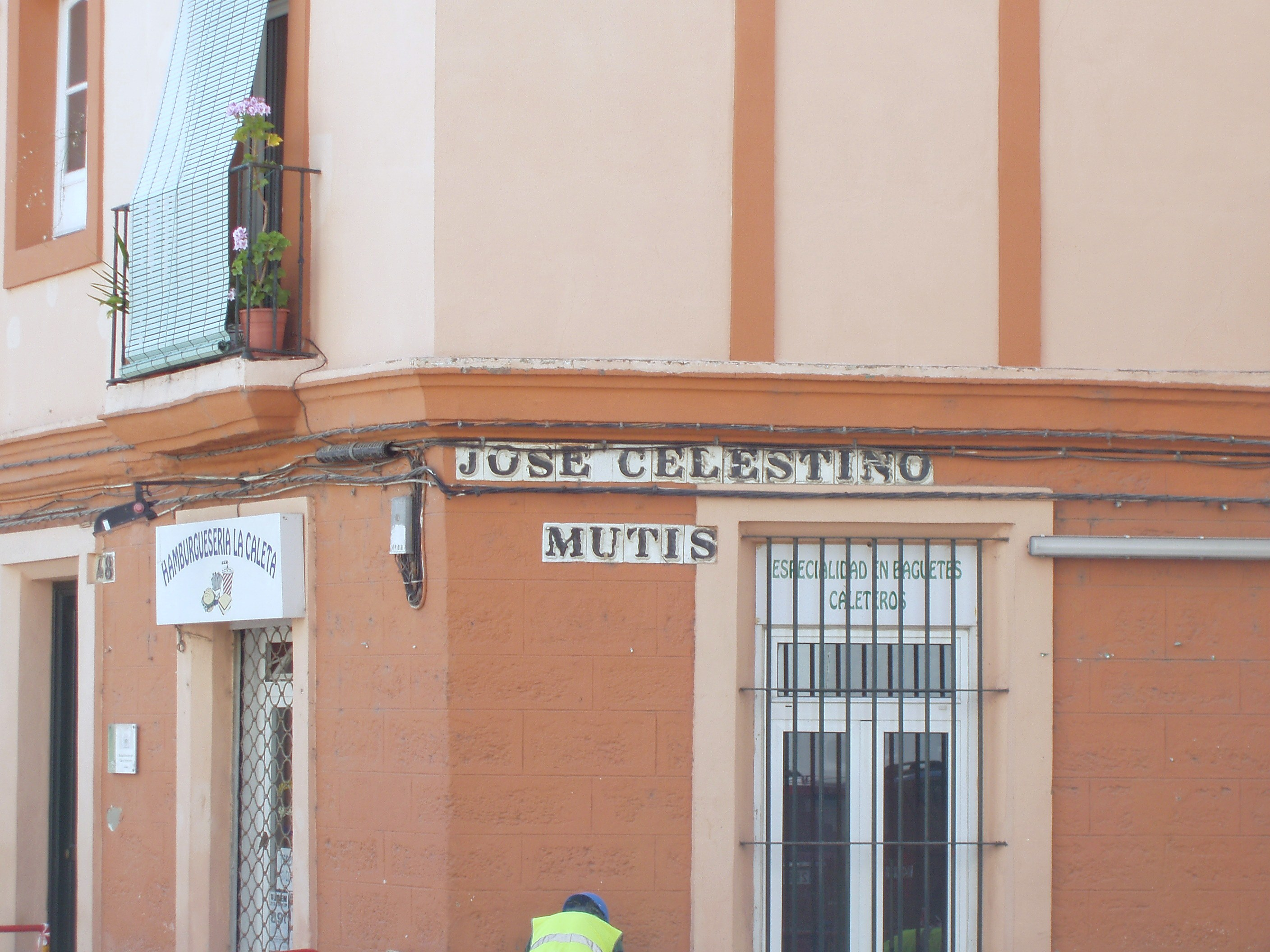
Calle dedicada a José Celestino Mutis en Cádiz, España.

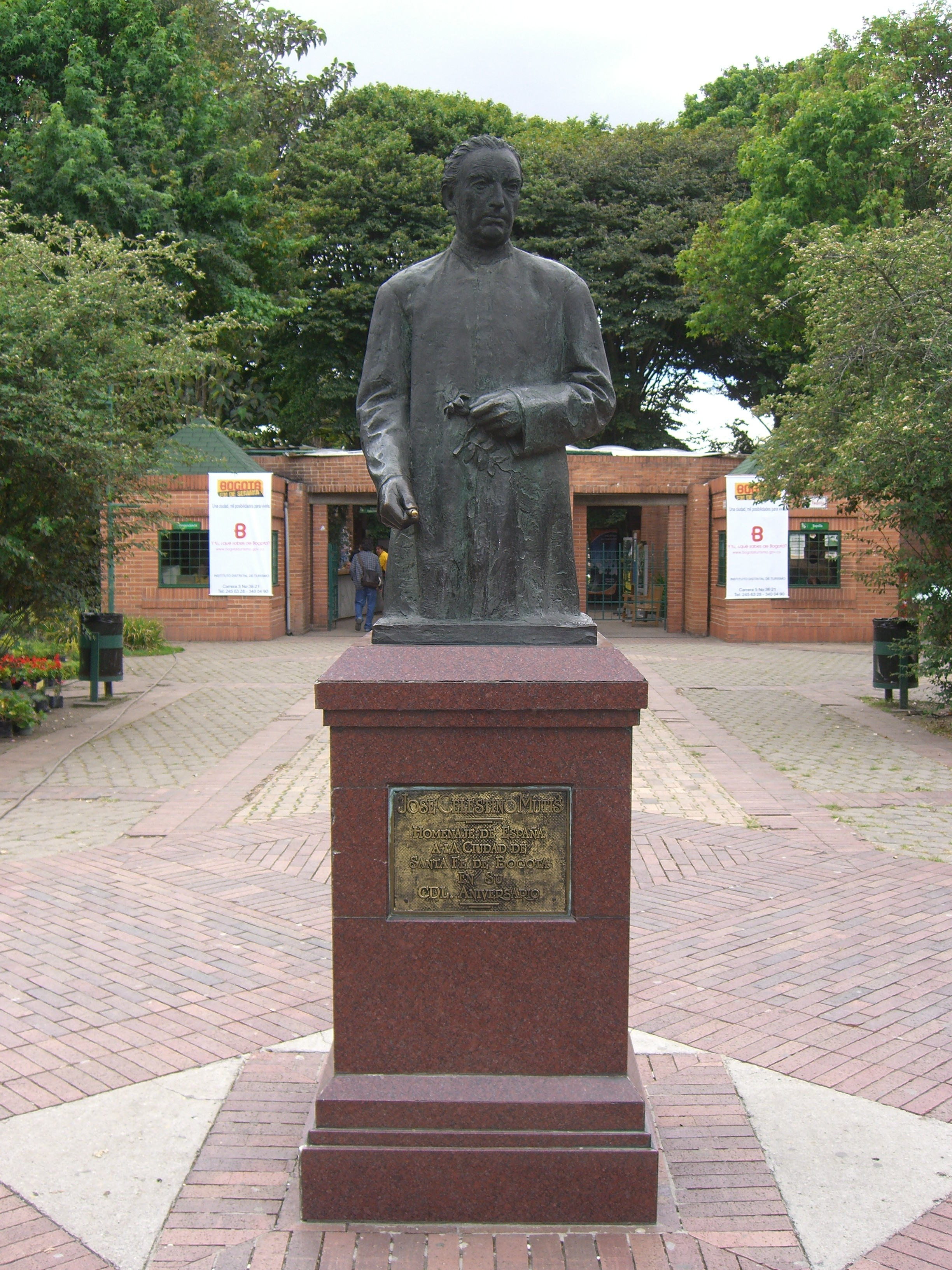
Figura de Mutis en el jardín botánico de Bogotá que lleva su nombre.

- 1784: elegido miembro extranjero de la Real Academia Sueca de Ciencias.
- Su imagen apareció en el billete de 200 pesos de Colombia emitido entre 1983 y 1992. El anverso del billete mostraba la imagen de José Celestino Mutis y el Observatorio Astronómico con una marca de agua a la derecha. En el reverso tenía la imagen del claustro del Colegio Mayor de Nuestra Señora del Rosario, hoy Universidad del Rosario, Bogotá.
- Su imagen figuró en los antiguos billetes de 2000 pesetas españoles, siendo el primer billete de la serie España en América que se puso en circulación. En el reverso del billete figuraba el dibujo de Mutisia realizado por sus ayudantes y dibujantes.

### Epónimos
- La cabecera municipal del municipio Bahía Solano en Colombia, lleva por nombre "Ciudad Mutis".
- Aeropuerto José Celestino Mutis, Bahía Solano, Departamento del Chocó (Colombia)
- Aeropuerto José Celestino Mutis, San Sebastián de Mariquita, Tolima (Colombia)
- Avenida José Celestino Mutis, Bogotá (Colombia)
- Biblioteca Municipal José Celestino Mutis, Cádiz (España)
- Calle de José Celestino Mutis, Cádiz (España)
- Calle Celestino Mutis, Alcalá de Henares (España)
- Calle Celestino Mutis, Santa Fe, Granada (España)
- Calle Botánico Mutis, Barrio de Moscardó, Madrid (España)
- Colegio Inem José Celestino Mutis, Popayán, Cauca (Colombia)
- Colegio Mayor José Celestino Mutis, Bucaramanga (Colombia)
- Barrio Mutis, Bucaramanga (Colombia)
- Colegio Mayor José Celestino Mutis, Bogotá, (Colombia)
- Colegio José Celestino Mutis Ocaña, Norte de Santander,[12] (Colombia)
- Colegio Público de Educación Primaria José Celestino Mutis, Cádiz (España)
- Institución Educativa José Celestino Mutis, Medellín (Colombia)
- Instituto de Educación Secundaria Celestino Mutis, Madrid (España)
- Instituto Experimental del Atlántico José Celestino Mutis (Barranquilla, Colombia).
- Instituto Nacional de Educación Media Diversificada (INEM) José Celestino Mutis (Armenia, Colombia)
- Institución Educativa Departamental Sabio Mutis, La Mesa, Cundinamarca (Colombia)
- Jardín Botánico José Celestino Mutis, Bogotá (Colombia)
- Parque Botánico José Celestino Mutis, Palos de la Frontera (España)
- Parque José Celestino Mutis, Cádiz (España)
- Parque José Celestino Mutis, Sevilla (España)
- Plaza de Armas José Celestino Mutis, San Sebastián de Mariquita,Tolima (Colombia)
- Reserva Natural Nacional, Bosque Municipal, José Celestino Mutis, San Sebastián de Mariquita, Tolima (Colombia)

### Taxones dedicados
A José Celestino Mutis se le han dedicado numerosos taxones, principalmente especies vegetales, algunos ejemplos:
- Acalypha (Linostachys) mutisii, una especie de euforbia de Colombia.[13]
- Aegiphila mutisi, una especie de Verbenaceae.[14]
- Aetanthus mutisii, una especie de arbusto de la familia Loranthaceae.[15]
- Duranta mutisii, el espino cruceto, otra Verbenaceae.[16]
- Mutisia, un género de plantas introducido por el hijo de Linneo en su honor, ampliando el significado que le dieron los alumnos de Mutis.[17]
- Pheidole mutisi, una especie de hormiga.[18]